# Girale

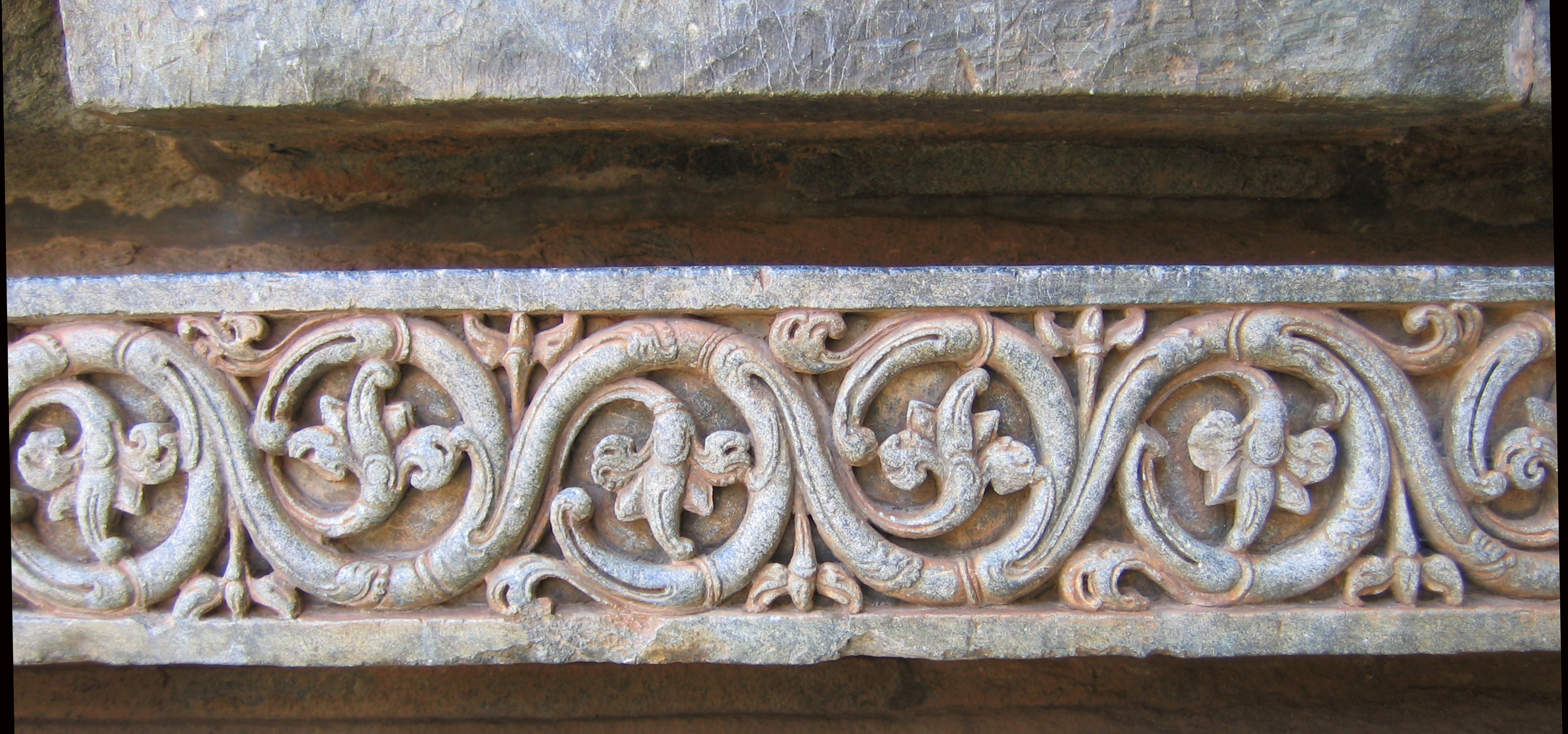
Motivo a girale del tempio di Hoysaleswara

La girale è un motivo decorativo, spesso applicato su elementi architettonici, dipinti e manufatti di uso comune, caratterizzato da elementi vegetali che si svolgono in forma di voluta.

## Storia
Sin dall'antichità gli uomini decorano edifici, opere d'arte e oggetti di uso comune con dei motivi a girale. Ne sono infatti stati rinvenuti alcuni esempi, come quelli presenti nel palazzo di Cnosso, che risalgono circa al 1.800 a.C. e quelli rinvenuti in Mesopotamia. I motivi a girali erano utilizzatissimi nell'antichità classica, tanto nelle opere d'arte quanto nella creazione di manufatti di altro tipo. I motivi vegetali comparvero anche nell'arte orientale: si diffusero in Cina a partire dal V secolo d.C., mentre, dal secolo seguente, le pergamene buddiste iniziarono a essere decorate con decori a forma di loto.